# Mahlwinkel
Mahlwinkel ist ein Ortsteil der Gemeinde Angern im Nordosten des Landkreises Börde in Sachsen-Anhalt.

## Geografie
Mahlwinkel am südöstlichen Rand der Altmark liegt zwischen den Auen des Tanger östlich der Colbitz-Letzlinger Heide und westlich der Elbe, großräumiger gesehen zwischen Magdeburg und Stendal. Der Landkreis Stendal grenzt unmittelbar nördlich und östlich an die Gemarkung Mahlwinkels.

## Geschichte
Der Ort taucht erstmals 1416 in einer Urkunde auf. Der Name stammt von einer Mühle in einem abgelegenen Winkel. Das Lehngut Mahlwinkel gehörte von 1693 bis 1723 zum Schloss Angern, nachdem es lange im Besitz derer von Schulenburg gewesen war.
Der Bau der Eisenbahnlinie von Magdeburg nach Stendal 1849, dessen Trasse das Gemeindegebiet teilt, bescherte Mahlwinkel einen Haltepunkt und neue Entwicklungsmöglichkeiten. Neben einem Postamt (1897) wurde eine Gärtnerei eröffnet (1901). Mitte der 1950er Jahre ging eine Wäscherei in Betrieb.
Am 1. Juli 1950 wurde die bis dahin eigenständige Gemeinde Zibberick eingegliedert.
1952 wurde in den Wäldern nahe Mahlwinkel ein Militärflugplatz gebaut und von 1957 bis 1994 waren hier sowjetische/russische Truppen (3. Armee) stationiert. An den Flugplatz angrenzend, wurde ab 1968 eine Kaserne erbaut, in der über den gesamten Zeitraum hinweg je ein Artillerie- und ein Mot-Schützenregiment stationiert war. Der Flugplatz selbst beherbergte 1989 das 337. Kampfhubschrauberregiment mit 60 Mil Mi-8 und Mil Mi-24, die 290. Drohnenstaffel mit Tupolew M-143 und die 296. Hubschrauberstaffel mit Mil Mi-2, Mil Mi-6, Mil Mi-8 und Mil Mi-24. Der Abflug der letzten Hubschrauber erfolgte am 24. Mai 1994.
Nach der politischen Wende konnte 1993 eine zentrale Wasser- und Abwasserleitung installiert werden.
Am 1. Januar 2010 schlossen sich die bis dahin selbstständigen Gemeinden Mahlwinkel mit dem Ortsteil Zibberick, Bertingen und Wenddorf mit der Gemeinde Angern zur neuen Gemeinde Angern zusammen.

## Politik

### Bürgermeister
Die letzte Bürgermeisterin der Gemeinde Mahlwinkel war Karin Osterland.

### Wappen
Das Wappen wurde am 30. April 1997 durch das Regierungspräsidium Magdeburg genehmigt.
Blasonierung: „In Rot die rechte Hälfte eines silbernen Mühlsteins an einem silbernen Winkelmaß, der Winkel links und abwärts kehrend; das Winkelmaß unten besteckt mit drei gestaffelt steigenden silbernen Ähren am Halm, die untere Ähre mit Blatt.“
Die Farben des Ortsteils sind Weiß-Rot.
Laut § 4 Abs. 4 der Gebietsänderungsvereinbarung dürfen die Ortsteile und die Vereine in den Ortsteilen, soweit sie auch bisher dazu berechtigt waren, die bisherigen Wappen und Flaggen als Ausdruck der Verbundenheit der Bevölkerung weiter führen.

## Gedenkstätte
- Grabstätten auf dem Ortsfriedhof für drei KZ-Häftlinge, die bei einem Todesmarsch aus dem KZ Dora-Mittelbau im April 1945, in Mahlwinkel, von SS-Männern ermordet wurden. Es befindet sich das Grab eines unbekannten Soldaten von 1945 auf dem Friedhof.

## Sehenswürdigkeiten
- Dorfkirche
- Kriegerdenkmal
- Panzerfahrschule zum eigenhändigen Fahren von Panzern und anderen Fahrzeugen

## Verkehrsanbindung
Von Mahlwinkel führen Verbindungsstraßen in die umliegenden Orte (Dolle, Tangerhütte, Kehnert, Wolmirstedt). Im zehn Kilometer entfernten Rogätz verkehrt eine Fähre (bis 25 t) über die Elbe nach Burg. Im zwölf Kilometer westlich liegenden Ort Dolle besteht Anschluss an die Bundesautobahn 14, der wichtigsten Verbindung im Norden Sachsen-Anhalts.
Der Haltepunkt Mahlwinkel liegt an der Bahnstrecke Magdeburg–Wittenberge und wird von der Linie S1 (Schönebeck-Salzelmen–Magdeburg–Stendal–Wittenberge) der S-Bahn Mittelelbe im Stundentakt bedient.